# 1 João 4
1 João 4 é o quarto capítulo da Primeira Epístola de João, de autoria do Apóstolo João, que faz parte do Novo Testamento da Bíblia.

## Estrutura
I. Deus é perfeito amor (continuação de 1 João 3)
1. O espírito da verdade, o espírito do erro e os métodos de prová-los
a) A atitude perante a encarnação de Cristo determina a origem e o caráter desses espíritos, v. 1-3
b) As características mundanas dos anticristos, v. 4-6
2. O amor divino
a) No coração humano, indica regeneração, v. 7
b) Manifesto na encarnação e na obra redentora de Cristo, v. 8-10
c) Quando mora no crente, produz amor fraternal e o inspira a testificar de Cristo como Salvador da humanidade, v. 11-16
d) Quando é aperfeiçoado, dá garantia e lança fora o medo, v. 17,18
e) Aumenta a intensidade do amor a Deus e do amor fraternal, v. 19-21